# قتل جیکوب وترلینگ
جیکوب اروین وترلینگ (انگلیسی: Jacob Erwin Wetterling; ۱۷ فوریهٔ ۱۹۷۸ – ۲۲ اکتبر ۱۹۸۹) نوجوانی یازده ساله اهل سنت جوزف مینه سوتااهل ایالات متحده آمریکا بود که در تاریخ ۲۲ اکتبر ۱۹۸۹ ربوده شد و برای ۳۰ سال وضعیت او در ابهام قرار داشت. در اول سپتامبر ۲۰۱۶ اداره بررسی‌های جنایی مینه سوتا استخوان‌های انسانی را از علفزاری در نزدیکی پنسویل مینه سوتا پیدا کرد که حدود ۴ کیلومتر با محل ربایش فاصله داشت. در سوم سپتامبر خانواده او اعلام کردند که استخوان‌ها به یعقوب تعلق دارد و مسئولان اعلام کردند که استخوان‌ها با استفاده از سوابق دندانپزشکی تأیید شده‌اند. محل توسط دنی جیمز هنریچ یکی از مظنونان اصلی در ربایش یک پسربچه دیگر با نام جارد شریرل شناسایی شد.